# All Around the World (Lisa Stansfield)
All Around the World är en låt av Lisa Stansfield, utgiven som singel 1989. Låten, som återfinns på studioalbumet Affection, nådde första platsen på UK Singles Chart.

## Låtlista

### Vinylsingel – 7"
1. "All Around the World" – 4:22
2. "Wake Up Baby" – 3:58

### Maxisingel – 12"
1. "All Around the World" (Around the House Mix) – 6:03
2. "This Is the Right Time" (Accapella) – 2:30
3. "All Around the World" (Runaway Love Mix) – 4:37
4. "The Way You Want It" – 4:56